# Google Fonts
Google Fonts (anteriormente Google Web Fonts) es un servicio de distribución de fuentes tipográficas propiedad de Google. Incluye una amplia biblioteca de fuentes de código abierto, un directorio web interactivo para navegar por la biblioteca y una API para usar las fuentes a través de CSS y Android. Todas las fuentes incluidas en el directorio se pueden descargar e instalar localmente. Por otra parte, la API permite que un sitio web solicite las fuentes que necesite y Google Fonts las entregue al sitio web. En este segundo caso, las fuentes no están hospedadas en el servidor del sitio web. La biblioteca también contiene iconos para acciones y elementos comunes. 
Con su amplia variedad de fuentes de código abierto de calidad, Google Fonts se ha convertido en la plataforma de fuentes más popular para diseñadores y desarrolladores web de todo el mundo.  Entre los tipos de letra más usados de la biblioteca, se encuentran Roboto, Open Sans, Lato y Montserrat.

## Historia
Google Fonts se lanzó en 2010 y en 2011 y 2016 se renovó su interfaz de usuario. En marzo de 2020 se añadió la compatibilidad con fuentes variables y en marzo de 2021 se añadió la compatibilidad con iconos de código abierto.
Cuando Google Fonts se lanzó, se produjo un debate en la comunidad tipográfica profesional. Los críticos señalaron la falta de calidad en las fuentes ofrecidas y la ausencia de una retribución adecuada para los diseñadores. Por otro lado, los defensores de la iniciativa resaltaron que las fuentes de código abierto amplían la diversidad y accesibilidad tipográficas, estimulan la colaboración entre diseñadores y abren nuevas oportunidades de negocio. También destacaron que el proyecto aún se encontraba en sus primeras etapas de desarrollo. Con el tiempo, Google Fonts ha mejorado la calidad de las fuentes ofrecidas y ha promovido un desarrollo más abierto y colaborativo.

## Biblioteca de fuentes
En junio de 2023, Google Fonts contaba con 1.527 familias de fuentes, incluidas 318 familias de fuentes variables. La mayoría de fuentes poseen la licencia SIL Open Font License (OFL) 1.1; otras, la Apache License 2. Ambas son licencias de código abierto, aunque ahora solo se aceptan nuevos tipos de letra con licencia OFL.
La biblioteca de Google Fonts se mantiene a través del repositorio GitHub de fuentes de Google, donde se pueden obtener los archivos binarios de las fuentes. El código fuente de cada tipo de letra está disponible en el repositorio GitHub de cada proyecto.

## Problemas de privacidad
Google Fonts ofrece la posibilidad de usar las fuentes en un sitio web sin tener que instalarlas en el propio servidor. En este caso, cuando un usuario accede al sitio web, las fuentes se cargan a través de un servidor de Google. Esta conexión externa hace que los datos del usuario, incluida la dirección IP, se transmitan a Google. En febrero de 2022, un tribunal alemán dictaminó que un sitio web que utilizaba Google Fonts infringía el Reglamento General de Protección de Datos (RGPD) de la Unión Europea al transmitir información de identificación personal a Google sin el consentimiento del usuario o un interés legítimo para hacerlo.
Hay que destacar que también es posible hospedar las fuentes de Google en el propio servidor del sitio web. Existen, incluso, algunas herramientas en línea que facilitan este proceso, como google-fontweb-helper, que además es de código abierto.

## Alternativas
Existen múltiples servicios alternativos a Google Fonts, tanto gratuitos como de suscripción. He aquí algunos servicios gratuitos con fuentes de código abierto:
- Font Library. Es un proyecto comunitario que alberga más de 2000 familias tipográficas, con casi 30000 archivos de fuentes.[21] Surgió en 2006 para fomentar la creación y la distribución de fuentes libres y fue relanzado en 2011. Está patrocinado por una fundación sin ánimo de lucro.
- Font Squirrel. Es un servicio comercial con una extensa biblioteca de fuentes gratuitas para uso comercial. Incluye más de 700 familias tipográficas de código abierto, de un total de más de 1400.[22]
- Bunny Fonts. Es un servicio de fuentes web que respeta el reglamento de protección de datos de la UE.[23] Es ofrecido de forma gratuita por la red de entrega de contenido (CDN) Bunny. Está diseñado para ser un reemplazo directo de Google Fonts. La API de Bunny Fonts es totalmente compatible con la API de Google Fonts.